# Championnat d'Europe masculin de volley-ball des petits États 2011
Navigation
Luxembourg 2009 Chypre 2013
La phase finale du 6e championnat d'Europe de volley-ball masculin des petits États a eu lieu du 6 au 8 mai 2011 à Andorre-la-Vieille (Andorre).

## Équipes présentes
| - Malte - Écosse - Islande - Luxembourg - Îles Féroé | - Chypre - Irlande - Saint-Marin - Andorre |

## Phase de poules
| Groupe A                                                           | Groupe B                                             |
| ------------------------------------------------------------------ | ---------------------------------------------------- |
| site : Andorre-la-Vieille Chypre Îles Féroé Écosse Irlande Andorre | site : Cospicua Saint-Marin Islande Luxembourg Malte |

### Groupe A
| No | Équipe     | Points | Matches | Matches | Points | Points | Points | Sets | Sets   | Sets  |
| No | Équipe     | Points | gagnés  | perdus  | pour   | contre | Ratio  | pour | contre | Ratio |
| -- | ---------- | ------ | ------- | ------- | ------ | ------ | ------ | ---- | ------ | ----- |
| 1  | Chypre     | 8      | 4       | 0       | 300    | 200    | 1.500  | 12   | 0      | MAX   |
| 2  | Écosse     | 7      | 3       | 1       | 286    | 249    | 1.149  | 9    | 3      | 3.000 |
| 3  | Andorre    | 6      | 2       | 2       | 265    | 258    | 1.027  | 6    | 6      | 1.000 |
| 4  | Îles Féroé | 5      | 1       | 3       | 279    | 328    | 0.851  | 3    | 11     | 0.273 |
| 5  | Irlande    | 4      | 0       | 4       | 239    | 334    | 0.716  | 2    | 12     | 0.167 |

### Groupe B
| No | Équipe      | Points | Matches | Matches | Points | Points | Points | Sets | Sets   | Sets  |
| No | Équipe      | Points | gagnés  | perdus  | pour   | contre | Ratio  | pour | contre | Ratio |
| -- | ----------- | ------ | ------- | ------- | ------ | ------ | ------ | ---- | ------ | ----- |
| 1  | Luxembourg  | 6      | 3       | 0       | 227    | 181    | 1.254  | 9    | 0      | MAX   |
| 2  | Islande     | 5      | 2       | 1       | 231    | 219    | 1.055  | 6    | 4      | 1.500 |
| 3  | Saint-Marin | 4      | 1       | 2       | 226    | 232    | 0.974  | 4    | 6      | 0.667 |
| 4  | Malte       | 3      | 0       | 3       | 175    | 227    | 0.771  | 0    | 9      | 0.000 |

## Phase finale

### Équipes présentes
| - Andorre (Organisateur) - Chypre (1er groupe A) - Écosse (2e groupe A) - Luxembourg (1er groupe B) - Islande (2e groupe B) |

### Classement
| No | Équipe     | Points | Matches | Matches | Points | Points | Points | Sets | Sets   | Sets  |
| No | Équipe     | Points | gagnés  | perdus  | pour   | contre | Ratio  | pour | contre | Ratio |
| -- | ---------- | ------ | ------- | ------- | ------ | ------ | ------ | ---- | ------ | ----- |
| 1  | Chypre     | 11     | 4       | 0       | 349    | 293    | 1.191  | 12   | 3      | 4.000 |
| 2  | Luxembourg | 8      | 3       | 1       | 425    | 389    | 1.093  | 11   | 8      | 1.375 |
| 3  | Andorre    | 6      | 2       | 2       | 324    | 319    | 1.016  | 8    | 6      | 1.333 |
| 4  | Écosse     | 4      | 1       | 3       | 285    | 330    | 0.864  | 5    | 9      | 0.556 |
| 5  | Islande    | 1      | 0       | 4       | 289    | 341    | 0.848  | 2    | 12     | 0.167 |

## Classement final
| Place              | Équipe      |
| ------------------ | ----------- |
| Médaille d'or      | Chypre      |
| Médaille d'argent  | Luxembourg  |
| Médaille de bronze | Andorre     |
| 4                  | Écosse      |
| 5                  | Islande     |
| 6                  | Îles Féroé  |
| 7                  | Saint-Marin |
| 8                  | Irlande     |
| 9                  | Malte       |